# Bögen (rzeka)
Bögen (kaz.: Бөген; ros.: Бугунь, Buguń) – rzeka w południowym Kazachstanie. Długość - 164 km, powierzchnia zlewni - 4680 km². Reżim śnieżny. 
Bögen powstaje z połączenia rzek Kattabögen i Bałabögen, spływających z południowych stoków centralnej części pasma górskiego Karatau. Płynie na południowy zachód, zasila sztuczny zbiornik wodny o powierzchnia 63 km² i uchodzi do zbiornika Bögen w dolinie Syr-darii. Wody używane do nawadniania. Obecnie z basenem Syr-darii łączy kanał nawadniający Türkystan.